# Шапиро, Александр Львович
Алекса́ндр Льво́вич Шапи́ро (7 июля 1908, Минск — 12 февраля 1994, Санкт-Петербург) — советский и российский историк, автор трудов в области аграрной истории России XIV—XVIII веков и историографии, создатель научной школы, доктор исторических наук, профессор СПбГУ.

## Биография
Сын врача Льва Наумовича (Лейба Неваховича) Шапиро. Племянник И. Н. Шапиро. Студент БГУ (1923—1925), студент ЛГПИ им. Герцена (1925—1928).
Научный сотрудник ЛОИИ (до 1936 года — Историко-археографический институт) и исторического факультета ЛГУ (1934—1938), аспирант исторического факультета ЛГУ (1934—1937). Доцент исторического факультета Саратовского университета (1938—1939), доцент исторического факультета ЛГПИ им. М. Н. Покровского (1939—1941).
Кандидат исторических наук (1938, диссертация «Очерки по истории крестьянского хозяйства в петровское время»), доктор исторических наук (1951, диссертация «Кампания русского флота на Средиземном море в 1805—1807 гг. и адмирал Д. Н. Сенявин»).
В начале Великой Отечественной войны вступил в ополчение, участник обороны Ленинграда. С 1942 по 1949 год — преподаватель Военно-морского политического училища им. Жданова, 1950 — лектор политуправления Каспийской флотилии (Баку). В 1951—1956 годах — доцент, профессор кафедры тактики ВМФ и военной истории Балтийского высшего военно-морского училища (до 1954 года — 2-е Балтийское военно-морское училище) (Калининград). В 1956 году уволен в запас. С осени 1956 до 1994 года — профессор исторического факультета ЛГУ (СПбГУ), с 1977 года — профессор-консультант.

## Научные интересы
История крестьянства, аграрная история России, эпоха Петра Великого, история российской исторической мысли.

## Основная библиография
- Шапиро А. Л. Адмирал Д. Н. Сенявин. — М.: Воениздат, 1958. — 374 с.
- Шапиро А. Л. Русская историография в период империализма: Курс лекций. — Л.: Изд-во ЛГУ, 1962. — 235 с.
- Шапиро А. Л. Библиография истории СССР: Учебное пособие / Приложения составлены З. М. Андросенковой; Художник А. И. Шавард. — М.: Высшая школа, 1968. — 288 с. — 9000 экз.[1]
- Шапиро А. Л. Проблемы социально-экономической истории Руси XIV—XVI вв. / Рецензенты: В. В. Мавродин, И. П. Шаскольский. — Л.: Изд-во ЛГУ, 1977. — 216 с. — 2675 экз. (обл.)
- Шапиро А. Л. Историография с древнейших времён по XVIII век: Курс лекций. — Л.: Изд-во ЛГУ, 1982. — 241 с.
- Шапиро А. Л. Русское крестьянство перед закрепощением XIV-XVI веков. — Л.: Изд-во ЛГУ, 1987. — 256 с.
- Шапиро А. Л. Русская историография с древнейших времён до 1917 года: Учебное пособие. — Изд. 2-е, испр. и доп. — М.: Культура, 1993. — 761 с. — ISBN 5-288-00646-6. Архивировано 27 ноября 2014 года.